# جشنواره فیلم کن ۱۹۵۹
دوازدهمین دوره جشنواره فیلم کن در این دوره نخل طلا یه یک فیلم فرانسوی رسید. فیلم اورفه سیاه توانست برنده معتبرترین جایزه جشنواره شود. سیمون سینیوره بازیگر معروف فرانسه نیز برنده بهترین بازیگر نقش اول زن شد 

## برندگان
- نخل طلا: اورفه سیاه توسط مارسل کامو
- جایزه هیئت داوران جشنواره فیلم کن: ستاره‌ها توسط کنراد ولف
- جایزه بین‌المللی: نازارین توسط لوئیس بونوئل
- جایزه بهترین بازیگر مرد جشنواره فیلم کن: دین استاکول, برادفورد دیلمن و اورسن ولز برای اجبار
- جایزه بهترین بازیگر زن جشنواره فیلم کن: سیمون سینیوره برای فرصتی برای پیشرفت
- جایزه بهترین کارگردان جشنواره فیلم کن: فرانسوا تروفو برای چهارصد ضربه